# Rudolf Mládek
Rudolf Mládek (* 13. prosince 1956) je český politik a bývalý manažer. V letech 1993–2007 byl členem a funkcionářem Občanské demokratické strany, v roce 2014 byl nezávislým kandidátem na senátora za Občanskou konzervativní stranu. Je povolání manažer a od roku 2000 podnikatel. Absolvoval Vysokou školu dopravy a spojů v Žilině (1976–1981), European Business school (1993–1995) a Panevropskou vysokou školu, obor právo (2009–2014).

## Odborné působení
- Generální ředitel Dopravního podniku hlavního města Prahy v letech 1993–1995,
- Generální ředitel Českých drah v letech 1995–1996,
- Poradce ministra dopravy v letech 1996–1997,
- Generální ředitel ČKD Dukla v letech 1997–2000.
- Podnikatel od roku 2000.

## Dopravní podniky hl. m. Prahy
Jako generální ředitel Dopravního podniku hlavního města Prahy měl zásadní podíl na jejich přeměně. Za jeho působení se dostavěla linka metra B, byla zahájena modernizace tramvají i metra a zahájil se nákup nových souprav metra pro linku C včetně bezpečnostního systému Matra]. Byly zrušeny monopolní Ústřední dílny a jednotlivá pracoviště byla přidělena provozním jednotkám. V autobusové opravně byla zahájena montáž nových autobusů. Došlo k oddělení samostatných dceřiných společnosti jako byl Inženýring dopravních staveb a Pražské strojírny. Byly schváleny návrhy na zavedení tramvajové linky na sídliště Barrandov a s pražským primátorem bylo otevřeno Muzeum MHD v historickém objektu tramvajové vozovny v Praze-Střešovicích.

## České dráhy
V roce 2006 čelil Rudolf Mládek podezření, že podepsal nevýhodnou smlouvu na dodávky rychlovlaků Pendolino. Kampaň rozpoutaná na základě tzv. forenzního auditu Deloitte&Touche se ale ukázala jako účelová.[zdroj?] Policie České republiky žádné nedostatky při podepisování smluv nezjistila a vyšetřování odložila. Vyšetřování napomohlo především to, že Rudolf Mládek smlouvu a všechny její dodatky, včetně i nečíslovaných dodatků uzavřených mnohem později a po jeho odchodu z Českých drah, zveřejnil na zahraničním serveru a odkaz na tyto stránky předal novinářům. V pořadu Otázky Václava Moravce, vysílaném Českou televizí dne 22. ledna 2006, potvrdil ředitel Drážního úřadu Zdeněk Žák, že důvod, pro který české rychlovlaky nemohou využívat svou rychlost není ve vlakových soupravách, ale v tzv. koridorových tratích, neboť nebyla odstraněna úrovňová křížení na těchto tratích.[zdroj?]
Tento zásadní nedostatek, který byl důsledkem tzv. úsporných opatření vedení tehdejšího ministerstva, vedl k tomu, že Spolková republika Německo odmítla plnit mezinárodní závazek vyplývající se smlouvy s Českou republikou a své rychlovlaky na české tratě odmítla nasadit. Zároveň nedovolila, aby vlaky Pendolino jezdily pro německých tratích pro nemožnost tzv. parity výkonů. Ziskový projekt českých rychlovlaků se tak stal prodělečným. Pendolina pak byla nasazována na trasu Praha–Ostrava, kde ale již v roce 1996 Rudolf Mládek zavedl vlak „Manažer“, který byl jen o několik minut pomalejší, než nasazované jednotky Pendolino, které pro tuto trať plánovány nikdy nebyly.
V roce 2006 na základě všech zjištěných faktů podal Rudolf Mládek trestní oznámení na vedení ministerstva dopravy, které bylo v roce 2007 odloženo. Jeho odložení ale předcházel bombový útok na Rudolf Mládka. [zdroj?] Rudolf Mládek se obrátil na vedení auditorské společnosti Deloitte&Touche v České republice i v USA s otázkou na vysvětlení zjevných nepravd a faktických rozporů v jejich auditu. Nikdy žádnou odpověď neobdržel. Proti nakladatelství, které rozpoutalo kampaň proti jeho osobě, podal civilní žalobu. Žaloba, po návrhu nakladatelství, skončila smírným řešením. Majitel vydavatelství dnes ale čelí sám policejnímu vyšetřování.
Po nástupu do funkce generálního ředitele Českých drah zajistil jako první provedení auditu a České dráhy předával svému nástupci s minimálním zadlužením. ČD Cargo - železniční nákladní doprava dosahovala v době jeho působení zisku přes 2,5 miliardy korun, objem přepravených cestujících byl kolem 250 mil. osob. Spolu s pražským magistrátem prosadil od 1. 1. 1996 zřízení čtyř vnějších tarifních pásem pro časové předplatné jízdenky, tzv. Pražské integrované dopravy (PID), a do půl roku časový a pásmový tarif v celé PID.

## ČKD Dukla
V roce 1998 Rudolf Mládek předal dokončenou Malešickou spalovnu městské organizaci Pražské služby. Poslední fakturace v nezpochybnitelné výši 40 milionů korun však nebyla Pražskými službami uhrazena. Přestože ČKD Dukla podala na tento dluh Pražských služeb žalobu již v roce 1998, soud o ní kladně rozhodl až v roce 2005. V roce 2000 z důvodů neuhrazení dluhu Pražských služeb byl na ČKD Dukla prohlášen konkurz, a to přestože firma se domluvila s věřiteli na plnění pohledávky ve výši pouhých 30 miliónů korun. Tuto skutečnost týden před stanoveným termínem soudu ohlásila. Její majetek ve výši přes 320 mil. korun byl pro věřitele dostatečnou zárukou pro dobytí pohledávek vykazujících pouhou desetinnou výši. Soud návrh ČKD Dukly nerespektoval a konkurz vyhlásil.
Nezákonné postupy českých konkurzních soudů vyústily v tlak Evropské unie a konkurzní zákon byl roku 2006 zcela přepracován.
Základem neúspěchu konsorcia ČKD bylo přelévání finančních prostředků v tzv. Holdingu a posuzování ČKD bankami, jako celku. To bylo také příčinou, proč ČKD Dukla po prodeji svého majetku v pražském Karlíně, ze zaplacené částky (přes 500 milionů korun bankám) neobdržela na svůj účet žádné prostředky. ČKD Dukla, koncipována jako hlavní dodavatel kotlů a teplárenské techniky v rámci tehdejšího trhu RVHP, byla po zrušení tohoto trhu odkázána na nové trhy, které však přijetí soutěžní přihlášky podmiňovaly složením nemalé garanční částky. ČKD Dukla však žádné prostředky k tomu neměla a výnos z prodeje jejího majetku se užil na dluhy holdingu ČKD. Omezený český trh reagoval na ČKD Duklu obdobně, jako po první světové válce reagoval po rozpadu Rakouska-Uherska na strojírny Škody Plzeň. Konkurz, vyhlášený v roce 2000, kvůli nešťastné formulaci v zákoně (Obchodní zákoník č. 513/1991 Sb. paragraf 148 ve znění k 31. 12. 2000) zasáhl i dceřinou společnost v Trutnově, která posléze byla likvidátorem prodána zahraničnímu investorovi.

## Swiss inquiry and trade
Poradenská firma, ve které Rudolf Mládek pracuje od roku 2000 a kde byl dne 7. května 2014 zvolen předsedou správní rady. (Obchodní rejstřík - spisová složka 6095 vedená u Městského soudu v Praze).

## Politická angažovanost
Ve volbách do Evropského parlamentu v květnu 2019 kandidoval jako nestraník na 7. místě kandidátky hnutí BEZPEČNOST, ODPOVĚDNOST, SOLIDARITA (BOS), ale zvolen nebyl.

## Osobní profil
Rudolf Mládek je ženatý, má dvě dcery a dvě vnoučata. Své názory uveřejňuje jako bloger na iDnes, Respektu, stránkách Drupalgarden a Facebooku.